# Zygmunt Sajdak
Zygmunt Sajdak (ur. 14 sierpnia 1910 we wsi Folwarki, zm. 29 stycznia 2000 w Opolu) – porucznik Armii Krajowej, kawaler Krzyża Srebrnego Orderu Wojennego Virtuti Militari.

## Życiorys
Syn Stanisława (palacza na kolei) i Rozalii z domu Korzeniowskiej. Po uzyskaniu matury kształcił się w Szkole Podchorążych Rezerwy Artylerii we Włodzimierzu Wołyńskim i Szkole Podchorążych Artylerii w Toruniu (XI promocja), którą ukończył z 37. lokatą. Zarządzeniem Prezydenta Rzeczypospolitej Ignacego Mościckiego mianowany został na stopień podporucznika w korpusie oficerów artylerii, ze starszeństwem z dnia 15 sierpnia 1934 i 41. lokatą. Przydzielony został do 1 pułku artylerii motorowej stacjonującego w Stryju, na stanowisko dowódcy plutonu. W 1936 skierowany na studia na Wydziale Chemii Politechniki Warszawskiej. Do rangi porucznika artylerii awansował ze starszeństwem z dnia 19 marca 1938 i 42. lokatą. Na dzień 23 marca 1939 znajdował się na stanie ewidencyjnym Komendy Miasta Warszawa jako oficer studiujący na Politechnice Warszawskiej. Wykształcenie chemiczne uzupełniał na wileńskim Uniwersytecie Stefana Batorego. Następnie służył jako pracownik naukowy w Wojskowym Instytucie Przeciwgazowym. We wrześniu 1939 znalazł się w Wilnie, zdołał uciec z radzieckiej niewoli. 
Zaprzysiężony pod pseudonimem „Feniks” w Związku Walki Zbrojnej w dniu 1 lipca 1941. W okresie od października 1942 do marca 1943 dowódca oddziału partyzanckiego Armii Krajowej operującego w rejonie miasteczka Turmont (był to oddział osłony dywersji zabezpieczający akcje organizacji „Wachlarz”). Przez dowództwo Okręgu Wilno AK został skierowany do Wilna, gdzie objął stanowisko szefa produkcji uzbrojenia i materiałów wybuchowych. Podczas pożaru jednego z konspiracyjnych punktów produkcyjnych przyczynił się do uratowania 5 ton materiałów wybuchowych i aparatury produkcyjnej. Za swój wkład w intensyfikację działań dywersyjnych i sabotażowych przeciwko Niemcom odznaczony został Orderem Virtuti Militari 5 klasy. Aresztowany w Wilnie przez NKWD w dniu 14 lipca 1945 i poddany brutalnemu śledztwu. Przez Trybunał Wojenny ZSRR skazany w dniu 29 listopada 1945 na 20 lat ciężkich robót (katorgi) i 5 lat pozbawienia praw obywatelskich. Do roku 1956 pracował w kopalniach węgla w Workutłagu i Rieczłagu - należących do systemu obozów Gułagu położonych w okolicach Workuty. 
Po powrocie do kraju (grudzień 1956) zamieszkał w Opolu i do roku 1973 pracował jako nauczyciel. Żonaty z Marią z domu Piłsudską (1916-1995), z którą miał syna Andrzeja i córkę Irenę. W roku 1990 uhonorowany odznaką „Zasłużonemu Opolszczyźnie”. Zmarł w Opolu i spoczął razem z żoną na tamtejszym cmentarzu komunalnym w Półwsi (sektor: 9B, rząd: 1, grób: 11).

## Odznaczenia
- Krzyż Srebrny Orderu Wojennego Virtuti Militari
- Krzyż Walecznych
- Srebrny Krzyż Zasługi z Mieczami
- Krzyż Armii Krajowej
- odznaka „Zasłużonemu Opolszczyźnie”